# Short track

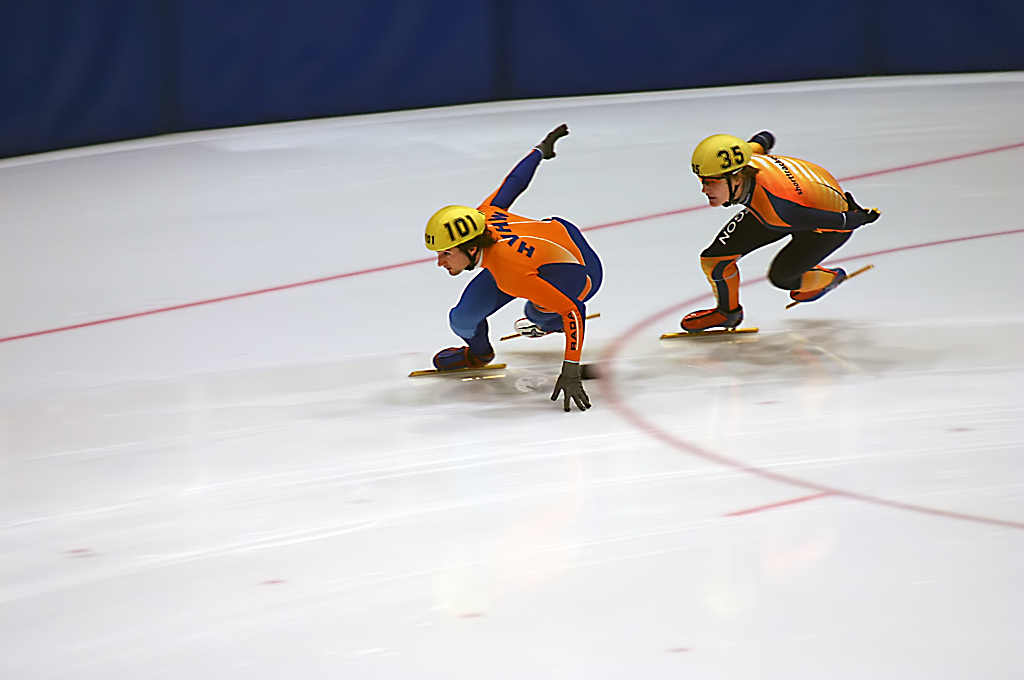
Závodníci na dráze

Short track neboli rychlobruslení na krátké dráze je zimní olympijský sport. Na program zimních olympijských her byl oficiálně zařazen v roce 1992. Závodí se na klasickém zimním stadionu, na vytyčené dráze o délce 111,12 m a poloměru zatáček 8 m. Nejúspěšnější českou současnou závodnicí je Kateřina Novotná.

## Olympijské disciplíny

### Muži
- závod na 500 metrů
- závod na 1000 metrů
- závod na 1500 metrů
- štafetový závod na 5000 metrů

### Ženy
- závod na 500 metrů
- závod na 1000 metrů
- závod na 1500 metrů
- štafeta na 3000 metrů